# Robert Stalmann (Pastor)
Robert Stalmann (* 9. September 1848 in Klein Lafferde; † 2. Mai 1922 in Bispingen) war ein deutscher Geistlicher.

## Leben

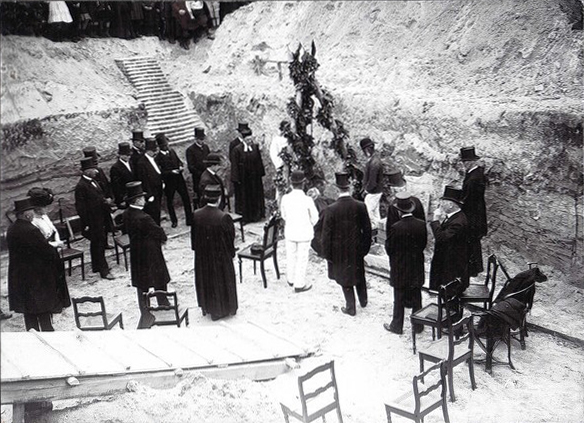
Stalmann bei der Grundsteinlegung zur Lutherkirche in Soltau am 20. Juli 1910

Nach seinem Studium wirkte er von 1876 bis 1880 in Meensen und von 1881 bis 1887 in Bolzum. Von 1887 bis 1921 war er Superintendent in Soltau. Dort legte er am 20. Juli 1910 den Grundstein für die nach der St.-Johannis-Kirche zweite evangelische Kirche in Soltau, die nach Plänen von Eduard Wendebourg errichtete Lutherkirche.

## Familie
Robert Stalmann heiratete Margarete (1856–1897), Tochter des später im Kloster Loccum tätigen Abts Gerhard Uhlhorn.
Zu den Nachkommen des Ehepaares zählen:
- Karl Stalmann (1877–1953), Pastor, Superintendent und Oberlandeskirchenrat[2]
- Gerhard Stalmann (1878–1950), Chemiker, Fabrikdirektor, Manager und Geschäftsführer[2]
- Albrecht Stalmann (1880–1967), Verwaltungsjurist Ministerialrat, Präsident der Klosterkammer Hannover[2]
- Robert Stalmann (1881–1924), Kaufmann in Shanghai und Minden[2]
- Martin Stalmann (1884–1917), Oberlehrer in Wiesbaden[2]

## Schriften
- Abschieds-Predigt des Herrn Superintendenten Stalmann in der St. Johannis-Kirche zu Soltau am zweiten Osterfeiertage 1921, 8 Seiten mit einer Fototafel, Soltauer Nachrichten, Soltau, 1921.